# NGC 1086
NGC 1086 (другие обозначения — UGC 2258, MCG 7-6-71, ZWG 539.101, IRAS02447+4102, PGC 10587) — сейфертовская спиральная галактика (Sc) в созвездии Персей. Открыта Льюисом Свифтом в 1885 году. Описание Дрейера: «очень тусклый, довольно маленький объект, рядом видна двойная звезда».
Галактика интересна тем, что содержит одно из самых близких к нам и самых ярких активных галактических ядер.
Этот объект входит в число перечисленных в оригинальной редакции «Нового общего каталога».
Галактика NGC 1086 входит в состав группы галактик NGC 1086. Помимо NGC 1086 в группу также входят NGC 1106 и UGC 2350.